# Integraza
Retroviralna integraza (IN) je enzim koji proizvode retroviruss (kao što je HIV). Ovaj enzim omogućava da se genetički materija virusa integriše u DNK infektirane ćelije. Retroviralne integraze nisu isto što i fagne integraze, kao što je ingegraza λ faga (Int).
Integraza je ključna komponenta u retroviralnom preintegracionom kompleksu (PIC).

## Struktura
Svi retroviralni IN proteini sadrže tri kanonička domena, povezana fleksibilnim linkerima: 
- N-terminalni HH-CC domen vezivanja cinka (troheliksni svežanj stabilizovan koordinacijom sa Zn(II) katjonom)
- sržni katalitički domen (RNaseH sklop)
- C-terminalni DNA-binding domain (SH3 sklop)[1]

Poznate su kristalne i NMR strukture individualnih domena i konstrakta 2-domena integraze iz HIV-1, HIV-2, SIV, i Rousovog sarkomnog virusa (RSV). Prve strukture su određene 1994. godine.
Biohemijski i strukturni podaci sugerišu da retrovirusna integraza funkcioniše kao tetramer (dimer dimera). Sva tri domena su važna za multimerizaciju i vezivanje viralne DNK. Tokom ranih 2010-tih su rešene kristalne strukture integraze prototipnog penastog virusa (PFV) sklopljene na krajevima viralne DNK.
Pokazano je da nekoliko ćelijskih proteina domaćina formiraju interakcije sa integrazom, čime se olakšava proces integracije. Ljudski protein asociran sa hromatinom LEDGF, koji se čvrsto vezuje sa HIV integrazom i usmerava HIV PIC ka visoko izraženim genima integracije, primer je takovog takovog faktora domaćina.

## Funkcija
Do integracije dolazi nakon produkcije dvolančane viralne DNK, posredstvom viralne RNK/DNK-zavisne, DNK polimerazne reverzne transkriptaze.
Glavna funkcija integraze je da umetne viralnu DNK u domaćinovu hromozomni DNK. Ovaj korak je esencijalan za HIV replikaciju. Integracija je nepovratni korak za ćeliju, čime ona postaje permanentni nosilac viralnog genoma (provirus). Integracija je korak koji je odgovoran za perzistenciju retroviralnih infekcija. Nakon integracije, izražavanje viralnog gena i produkcija proteina može da počne odmah ili nakon nekog vremena. Vreme izražavanja zavisi od aktivnosti hromozomnog lokusa u kome se nalazi provirus.
Retroviralna integraza katalizuje dve reakcije: 
- 3'-obrada, u kojoj se dva ili tri nukleotida uklanjanju sa jednog ili oba 3' kraja viralne DNK da bi se izložili innvarijantni CA dinukleotidi na oba 3'-kraja viralne DNK.
- reakcija transfera lanca, u kojoj se obrađeni 3' krajevi viralne DNK kovalentno ligiraju sa domaćinovom hromozomskom DNK.

Obe reakcije su katalizovane istim aktivnim mestom i odvijaju se putem transesterifikacije, bez kovalentnog protein-DNK intermedijera, što je u kontrastu sa reakcijama koje katalizuju Ser i Tyr rekombinaze.

## HIV integraza
HIV integraza je 32 kDa dug protein koji se formira iz C-terminalne porcije Pol genskog produkta. Ona je atraktivna meta za anti-HIV lekove.
Novembra 2005, nalazi studije faze 2 ispitivanja HIV inhibitora integraze, MK-0518, su pokazali da to jedinjenje ima potentno antiviralno dejstvo. FDA je 12. oktobra 2007. odobrila upotrebu integraznog inhibitora Raltegravira (MK-0518, prodajno ime Isentress TM). Drugi inhibitor integraze, elvitegravir, je odobren u SAD avgusta 2012.
Kristalna struktura HFV integraze je uzpešno ispitana. Smatra se da ovaj protein koristi morfeinski model alosterne regulacije.

## Spoljašnje veze
- Integrases на 